# Cherbezatina apposita
Cherbezatina apposita är en skalbaggsart som beskrevs av Marc Lacroix 1993. Cherbezatina apposita ingår i släktet Cherbezatina och familjen Melolonthidae. Inga underarter finns listade i Catalogue of Life.